# برج البراجنه

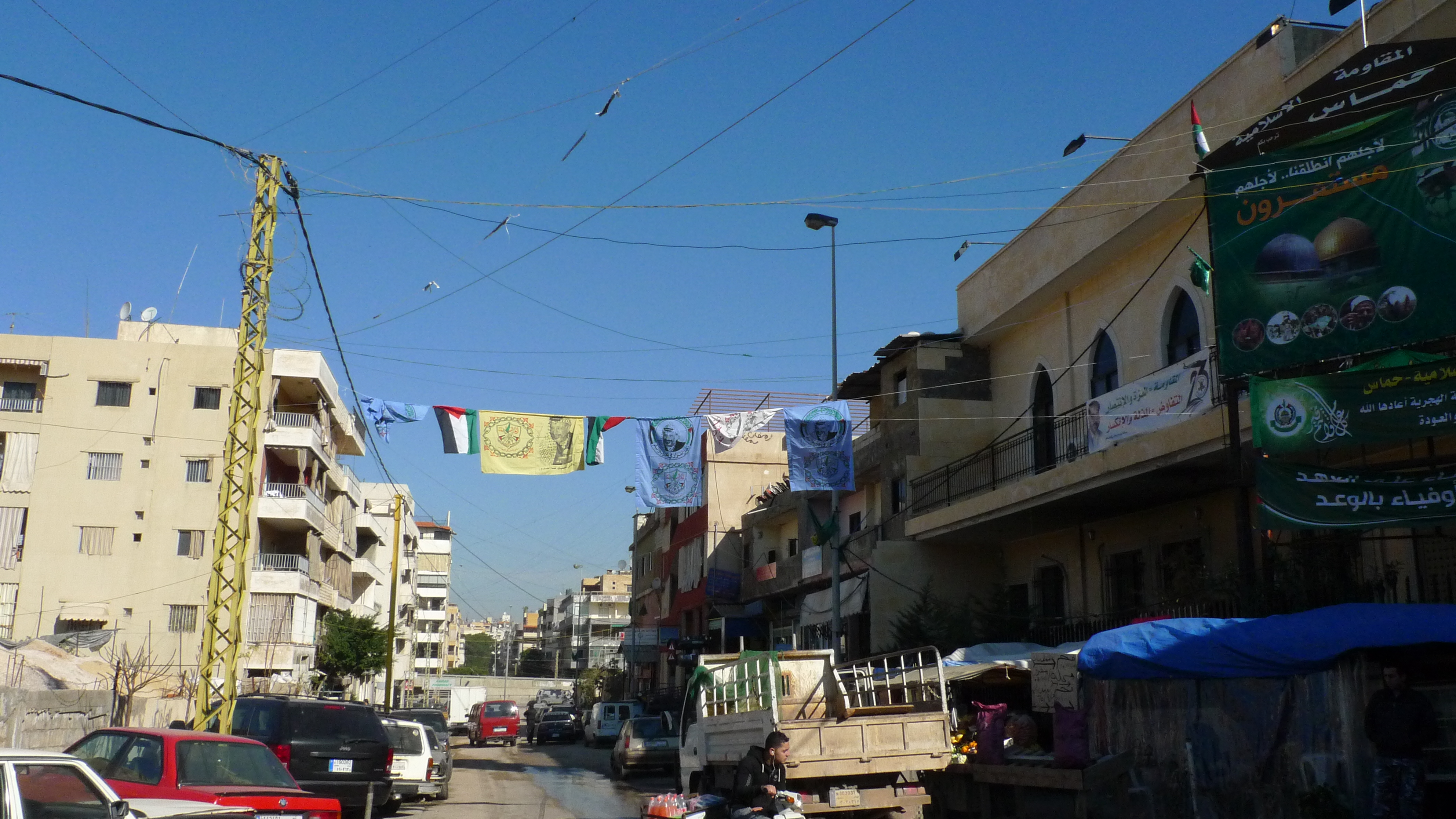
ورودی اردوگاه برج البراجنه

برج البراجنه (به عربی: برج البراجنة، به معنی «برج برج‌ها») شهری است که در حومه جنوبی بیروت، در منطقه بعبدا در استان جبل لبنان است. این بین فرودگاه بین‌المللی بیروت-رفیق حریری و شهر حریت قرار دارد. این شهر شامل اردوگاه آوارگان فلسطینی برج البراجنه است.
در انتخابات پارلمانی ۷ ژوئن ۲۰۰۹ در لبنان، برج البراجنه در بخش انتخاباتی بعبدا رای داد.
جمعیت محلی آن عمدتاً مسلمانان شیعه لبنانی هستند، اما به دلیل مسکن ارزان و مردم محلی مهمان نواز، تعداد قابل توجهی از مسلمانان سنی لبنان و تعدادی مسیحی مارونی لبنانی را به دلیل نزدیکی به شهر Haret Hreik و همچنین جمعیت پناهنده مانند کردها به دست آورده است. عراقی‌ها (از جمله آشوری‌های عراقی) و سایر جمعیت‌های پناهنده مانند پناهندگان سوری اخیراً وارد شده، که عمدتاً در اردوگاه محلی پناهندگان فلسطینی و اطراف آن - اردوگاه برج البراجنه - زندگی می‌کنند. این شهر توسط مهاجران عرب تأسیس شده است.

## تاریخچه
گفته می شود که این برج به قوم عرب معروف به باراجنا نسبت داده می شود که علیه شاهزاده فخرالدین دوم (۱۵۹۰-۱۶۳۵ م.) قیام کردند و غلام او را کشتند و به چاهی انداختند که تا به امروز معروف به چاه عبد است.

## معماری
معماری آن یک موزاییک است، قدیمی و ترکیبی جدید، ساختمان‌هایی در کنار کلبه‌ها، کوچه‌هایی که از جاده‌های اصلی منشعب می‌شوند، انبوهی از ساختمان‌ها و رشد بیش از حد مسکونی در برخی از مناطق آن، و خیابان‌هایی تقریباً خالی از فروشگاه‌های مواد غذایی متوسط، کارخانه‌های نزدیک خانه‌ها، و مدارس در کنار کارخانه ها و خانه ها این برج البراجنه است که قبلاً یک شهر بر اساس کشاورزی بود.

## موقعیت
برج البراجنه یکی از شهرهای ساحل جنوبی متن، متعلق به استان جبل لبنان و وابسته به ناحیه بعبده است که به همراه تعدادی از شهرداری های این ساحل، آنچه را که به آن شهر جنوبی می گویند، تشکیل می دهد حومه بیروت برج البراجنه تقریباً چهار کیلومتر با مرکز پایتخت، بیروت فاصله دارد و جمعیت آن، بین آنچه که به طور رسمی به آن نسبت داده شده و ساکنان واقعی آن، تقریباً سیصد و پنجاه هزار نفر است، طبق آمار نهادهای محلی مربوطه. با مددکاری اجتماعی مساحت آن ۴۶۲ هکتار است و از مرزهای شهر حدات - حدت بیروت - در شرق تا کرانه دریا در غرب و از فرودگاه بین المللی بیروت در جنوب تا شهرک هارت حریک امتداد دارد. و غبیری در شمال شامل مناطق رملو و العوزعی و بخشهایی از مجاورت فرودگاه بین المللی بیروت است و راهها و بلوارهای منتهی به آن به آن نفوذ می کند.

## جمعیت

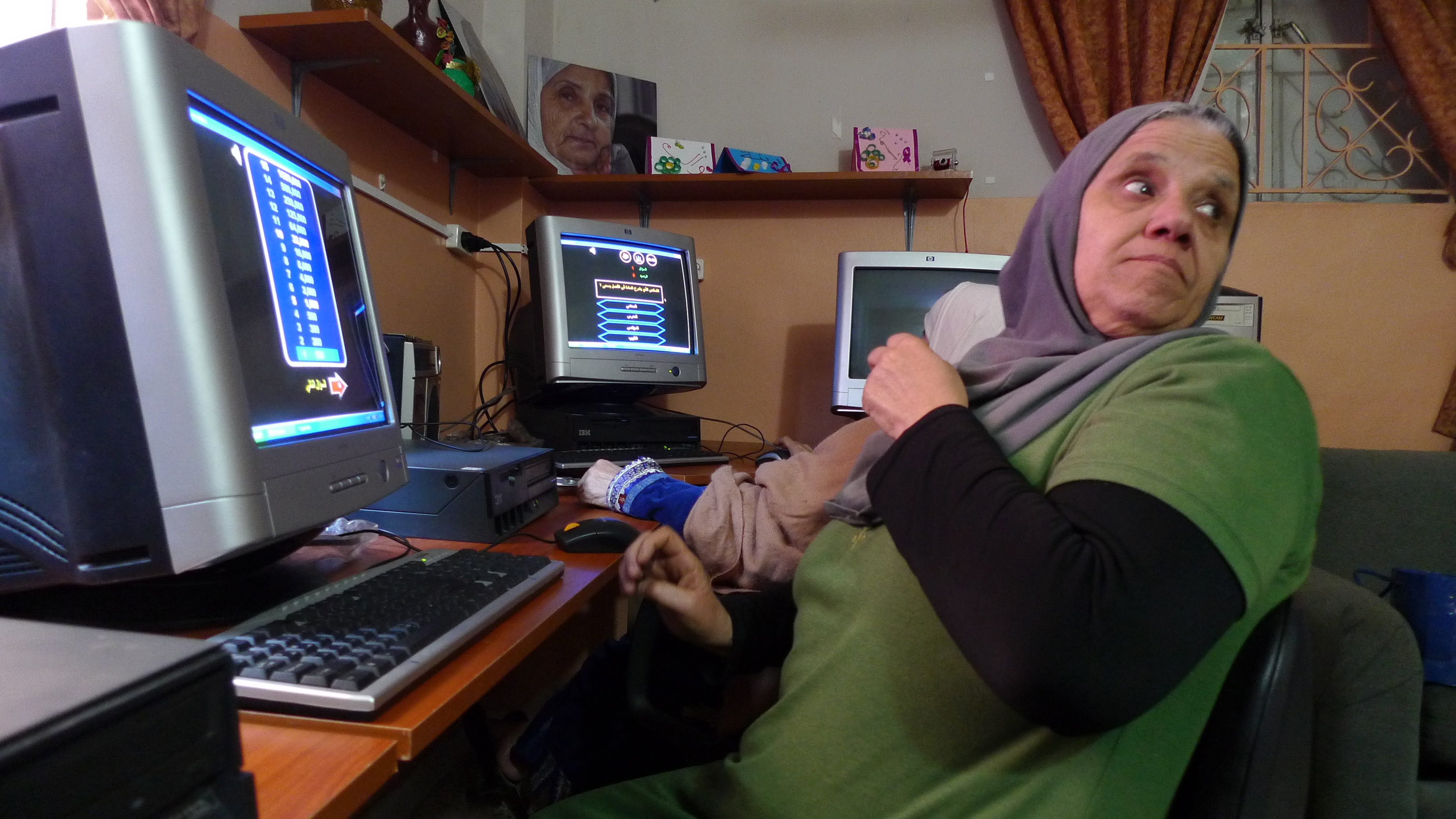
تعامل انسان و رایانه در برج البراجنه؛ ژانویه ۲۰۱۱

برج البراجنه به دلیل جمعیت متراکم آن متمایز است، زیرا اکثریت ساکنان آن را مهاجرانی تشکیل می دهند که به دلایل متعددی از جنوب لبنان آمده اند، که مهمترین آنها اشغال منطقه بقاع غربی و جنوب توسط اسرائیل است. جمعیت این برج ۳۵۰ هزار نفر است و جمعیت اصلی برج از ۵۰ هزار نفر فراتر نمی رود این افزایش جمعیت علاوه بر مشکلات جمع آوری و سایر کارهای خدماتی که شهرداری به همه شهروندان ارائه می دهد، بار سنگینی را بر دوش شهرداری وارد می کند. علاوه بر آن، مشکلات شدید محیطی و هرج و مرج شهری که در طول جنگ ویرانگر زنده باد لبنان گسترش یافت.

## اردوگاه آوارگان

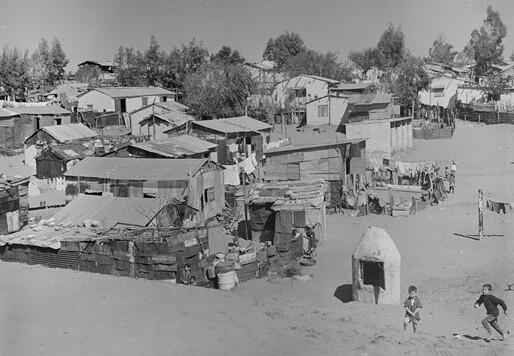
اردوگاه آوارگان فلسطینی برج البراجنه 1967

اردوگاه آوارگان برج البراجنه در حدود سال ۱۹۶۷
کمپ آوارگان برج البراجنه در حاشیه شهرداری قرار دارد. در اکتبر ۱۹۴۸، خانواده‌های ترشیحا، اندکی پس از فتح روستای خود در جلیل غربی توسط ارتش اسرائیل، شروع به ورود به بیروت کردند. روستا از آبادانی ترین روستاها در ناحیه آنها بوده است. در ابتدا خانواده ها در اتاق های اجاره ای در اطراف برج البراجنه که در آن زمان حومه ای در حاشیه شهر بود زندگی می کردند. حدود نیمی از ۳۰۰۰ روستایی ترشیها که به لبنان رسیدند در اردوگاه آوارگان برج البراجنه که توسط اتحادیه انجمن های صلیب سرخ تأسیس شده بود، در آنجا ساکن شدند. روستائیانی که در سال ۱۹۴۸ نتوانستند به بیروت برسند، جمع آوری شده و با قطار به آلپو فرستاده شدند، زیرا آنها به بزرگترین گروه در کمپ النیرب تبدیل شدند. روستاییان ترشیها بیشتر نقش‌های رهبری را بر عهده گرفتند و سال‌ها جمعیت اکثریت اردوگاه برج البراجنه باقی ماندند. در سال ۱۹۸۱ تخمین زده می شود که ۴ تا ۵۰۰۰ ترشیهان در اردوگاه زندگی می کردند. این اردوگاه در سال ۱۹۸۲ پس از حمله اسرائیل به لبنان در اوایل همان سال توسط ارتش اسرائیل و فالانژیست های مسیحی لبنان محاصره شد. از فوریه ۱۹۸۴ تا فوریه ۱۹۸۷ آن (و دیگر اردوگاه های فلسطینی) توسط شبه نظامیان امل برای کنترل بیروت غربی محاصره شد. به گفته UNRWA بیش از ۲۰۰۰۰ پناهجوی فلسطینی در این اردوگاه زندگی می کنند، اگرچه در ابتدا تنها ۱۰۰۰۰ نفر برای زندگی در یک کیلومتر مربع برنامه ریزی شده بود. پس از شروع جنگ داخلی سوریه، بسیاری از پناهندگان سوری به این اردوگاه نقل مکان کردند و جمعیت آن به طرز چشمگیری افزایش یافت. شرایط کمپ وحشتناک است و هر ساله مرگ و میرهای زیادی بر اثر برق گرفتگی و فروریختن ساختمان ها ثبت می شود.
بمب گذاری های نوامبر ۲۰۱۵
در ۱۲ نوامبر ۲۰۱۵، شهر برج البراجنه صحنه دو بمب گذاری انتحاری بود. حداقل ۳۷ نفر کشته و بیش از ۱۸۰ نفر مجروح شدند. یک مرد، پدر دو فرزند، عادل ترموس، خود را روی بمب‌افکن دوم انداخت و جان‌های بی‌شماری را به قیمت جان خود نجات داد.

## افراد سرشناس
- احمد جلول (زاده ۱۹۹۲)[۶]
- ماهر صبرا (زاده ۱۹۹۲)[۷]
- علی السبع(زاده ۱۹۹۴)[۸]